# بچه ایکاروس: قیام
بچه ایکاروس: قیام (به انگلیسی: Kid Icarus: Uprising) یک بازی ویدئویی تیراندازی سوم شخص است که توسط استودیو Project Sora توسعه یافته و توسط نینتندو برای کنسول نینتندو ۳دی‌اس منتشر شده است. این بازی در مارس ۲۰۱۲ در سراسر جهان منتشر شد و سومین قسمت از مجموعه بچه ایکاروس محسوب می‌شود. این تنها بازی ویدئویی است که توسط Project Sora قبل از تعطیل شدن در سال ۲۰۱۲ ساخته شد.
بچه ایکاروس: قیام در دنیایی روایت می‌شود که بر اساس اساطیر یونانی ساخته شده است. قهرمان اصلی فرشته پیت، خادم الهه نور پالوتنا است. هنگامی که الهه تاریکی مدوسا برای نابودی بشریت بازمی‌گردد، پیت ابتدا ماموریت‌هایی علیه او و سپس علیه نیروهای هادس، ارباب دنیای زیرین و علت اصلی بازگشت هادس انجام می‌دهد. در طول گیم پلی، بازیکنان شخصیت را به‌طور سوم شخص و در زمین و هوا کنترل می‌کنند. علاوه بر بخش داستانی تک نفره، حالت چند نفره با حالت‌های رقابتی برای حداکثر شش بازیکن نیز در دسترس است. همچنین این بازی شخصیت دارک پیت، کلون پیت را دارد.
در زمان توسعه کنسول نینتندو ۳دی‌اس، ساتورو ایواتا رئیس وقت نینتندو از ماساهیرو ساکورای خواست تا برای بازی لانچ کنسول (بازی که در زمان انتشار کنسول در دسترس باشد)، بچه ایکاروس: قیام را بسازد و ساکورای قبول کرد. توسعه بازی در سال ۲۰۰۹ آغاز شد اما با مشکلات متعددی روبرو شد، عدم دسترسی به سخت‌افزار در مراحل اولیه توسعه، ایجاد تعادل بین عناصر متعدد گیم پلی و مسائل مربوط به دسته‌ها از جمله مشکلات بودند. ساکورای مسئول نوشتن داستان بود که لحن سبک و دلنشین بازی اول را حفظ کرد. موسیقی توسط گروهی از آهنگسازان که شامل موتو ساکورابا، یوزو کوشیرو و یاسونوری میتسودا بودند ساخته شد. از زمان انتشار، قیام بیش از یک میلیون نسخه در سراسر جهان فروخت و عمدتاً نظرات مثبت دریافت کرد؛ از داستان، گرافیک، موسیقی و گیم پلی تمجید شد ولی از طرح دسته بارها مورد انتقاد قرار گرفت.